# 郑超麟

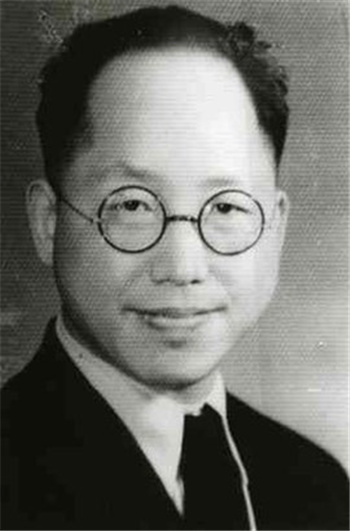
郑超麟

郑超麟（1901年4月15日—1998年8月1日），字则连，号玉尹老人，笔名意因、林超真等。福建漳平人，革命家、翻译家。中国共产党早期党员，后成为中国托派领袖之一。1929年，因进行党内派别活动被中共开除。1931年，参与组建中国共产党左派反对派（1935年，更名为中国共产主义同盟）。1942年，组织分裂后，与王凡西等组织“中国共产主义同盟国际主义派”（1949年，改组为中国国际主义工人党）。1952年12月22日，在上海被捕，被关押20年，1972年出狱，接受劳动管制7年。1979年，恢复公民权，后任上海市政协委员、上海市政协文史资料委员会委员。1998年，病逝于上海。

## 生平
- 1901年4月15日，出生于福建省龙岩直隶州漳平县。
- 1919年，受陈炯明执政的闽南护法区政权资助和派遣，赴法国勤工俭学，曾与邓小平为室友。
- 1922年6月，郑超麟、周恩来等18人在法国巴黎成立中国少年共产党。
- 1923年，被选派前往苏俄，在东方劳动者共产主义大学学习。
- 1924年7月，与陈延年一起被派回中国，在上海中共中央宣传部工作，编辑党报，并担任上海大学的教员。
- 1927年4月，随中共中央迁到武汉，参加中共五大。会后任湖北省委宣传部部长。
- 1927年8月，参加“八七会议”。会后随新中央秘密回到上海，担任新党报《布尔什维克》的主编。
- 1929年，第一次被国民政府逮捕，未暴露身份，40天后获得释放。同年追随陈独秀转向托派，参与组建无产者社，不久被中共开除。
- 1931年，参与组建中国共产党左派反对派，不久第二次被国民政府逮捕，判刑十五年。抗日战争开始，被提前释放。出狱后在陈独秀提议下与妻子刘静贞前往汪孟邹的老家安徽绩溪逃难，以教书为生[1]，并校改和续译列夫·托洛茨基的著作《被背叛的革命》。
- 1940年，回上海，参加中国托派政党中国共产主义同盟的领导机关——《斗争报》编辑部。同时，翻译托洛茨基的《俄国革命史》（第二、三两卷）。发表《在革命的失败主义大旗之下》和《论中国对日战争有无客观的进步意义》等文章，认为：当前固然应当进行抗战，但是战争本身无“民族解放”之类的社会进步性可言，如果不进行革命准备工作，战后中国不是陷于日帝统治就是陷于美帝统治，因此在战争之中真正的革命党应当在“革命的失败主义”（亦即“革命胜利主义”）口号之下组织准备进行无产阶级革命，推翻国民党政府。在革命条件成熟时应“彻底实行阶级斗争不必顾虑本国战争胜败”。该理论在中国共产主义同盟内部引起了极大争论。[2][3]
- 1942年，中国共产主义同盟分裂，成为少数派“国际主义派”的领导人之一。
- 1949年，中国共产主义同盟国际主义派改组为中国国际主义工人党，任中央委员。
- 1950年，发表《国家资本主义论》。认为托洛茨基“堕落工人国家”的判断已不合于当前实际政治。认为1937年以来的苏联、东欧诸卫星国及当前中共建立的中华人民共和国都属于“国家资本主义社会”，其统治阶级是“国家资产阶级”，中共的胜利并不是无产阶级的胜利。
- 1952年12月22日，“大肃托”，以反革命罪在上海被中共当局逮捕，未做判决，被长期监禁。
- 约1964年，在“国家资本主义论”基础上，发展出“干部主义论”，认为先前“国资社会”的说法已不准确，苏联和中国等国家是被新型“干部阶级”统治的“干部主义社会”。在狱中写成八万五千字著作《干部主义论》上交政府，此稿后下落不明。
- 1966年，在狱中写成十三万五千字著作《狱中读毛泽东选集》上交政府，此稿后下落不明。
- 1972年9月28日，出狱，前往劳改单位受劳动管制。
- 1979年6月5日，恢复公民权，后任上海市第六届政协委员、上海市政协文史资料委员会委员。其手稿《记尹宽》曾经王力之手送呈邓小平。
- 1982年，写成手稿《回龙坞待访录》（未出版），论述了“干部主义论”及对于马克思主义理论与政治实践的诸多看法。
- 1997年10月，写成八万字论文《马克思主义在二十世纪》，尝试整理二十世纪的革命经验，叙述自己一生的马克思主义政治见解。
- 1998年8月1日，病逝于上海，享年97岁。

## 著作

### 翻譯文学类
注：郑超麟译作使用过多种笔名，已知的有：林超真、林伊文、绮纹、唐虞世。
- 荒唐游记 ［德］霭沈都夫 著 亚东图书馆出版
- 小英雄 ［俄］妥斯退也夫斯基著 亚东图书馆出版
- 野非卯夫 ［俄］妥斯退也夫斯基 著 商务印书馆出版
- 大学时代 ［德］斯托谟 著 《申报自由谈》连载
- 特棱克 ［德］布鲁诺·弗兰克著 商务印书馆出版
- 诸神复活 ［俄］梅勒支可夫斯基 著 中华书局出版
- 意大利的脉博 ［意］西龙 著 金星书店出版
- 新疆沙漠游记 ［瑞］斯文·赫定著 商务印书馆出版
- 冈果旅行 ［法］纪德著 长风书店出版
- 青春是美好的 ［德］赫尔曼·黑塞 著 商务印书馆出版
- 从苏联归来 ［法］纪德 著 亚东图书馆出版
- 为我的《从苏联归来》答客难 ［法］纪德 著 亚东图书馆出版

### 翻譯政治类
- 共产主义ABC 布哈林 著
- 俄国革命史（二、三卷） 托洛茨基 著
- 法国革命史（共四卷） 马迪野著 中华书局出版
- 宗教哲学讲演录 费尔巴赫著 商务印书馆出版
- 《资本论》剧本 ［意］马拉帕特著 待出版
- 宗教、哲学、社会主义 恩格斯著 亚东图书馆出版
- 辩证法的唯物论 伏尔佛逊著 亚东图书馆出版
- 马克思给顾格尔曼的信 亚东图书馆出版
- 马克思恩格斯书信选 亚东图书馆出版
- 俄罗斯革命逸史 维克多·绥奇著 亚东图书馆出版
- 列宁主义概论 斯大林著
- 未来的哲学 费尔巴赫著 中华书局出版
- 托洛茨基自传（节本） 译者署名何伟 春燕出版社出版

### 原创作品
- 不断革命论ABC
- 三人行（未出版）
- 郑超麟回忆录 现代史料编刊社出版（内部发行）
- 郑超麟回忆录（再版） 现代史料编刊社出版（内部发行）
- 郑超麟回忆录（三版） 东方出版社出版（内部发行）
- 诸神复活（重版） 三联书店出版
- 诸神复活（三版） 三联书店出版
- 玉尹残集 湖南人民出版社出版
- 怀旧集 东方出版社出版（内部发行）
- 髫龄杂忆 福建漳平《文史资料》特辑
- 郑超麟回忆录（德文版）（英文版）（日文版）
- 从苏联归来（附《答客难》） 辽宁教育出版社出版
- 郑超麟晚年文选（共三卷） 香港天地图书公司